# مشروع تبرورة
مشروع تبرورة هو مشروع سياحي وبيئي وعقاري في مدينة صفاقس التونسية يهدف إلى تنظيف وتهيئة شواطئ المدينة على طول 6 كم من السواحل تمتد من الميناء إلى مسرح سيدي منصور، وتوفر 400 هكتارا من الأرضي التي ستخصص لبناء منطقة سياحية بطاقة 2600 سرير وأخرى سكنية تتسع لقرابة 22 ألف ساكن.

## مواضيع ذات علاقة
- مشاريع كبرى في تونس

## وصلات خارجية
- الموقع الرسمي للمشروع.